# 衡阳地区
衡阳地区为湖南省曾存在过的准行政区——地区，前身为「湖南省第五行政督察區」(之后改称“第二行政督察区”)，中华人民共和国成立后先後改称“衡阳专区”、“衡阳地区”，1983年2月8日撤销。

## 衡阳专区
- 1949年，设立“衡阳专区”，专署驻衡阳市，辖衡阳市和原第二行政督察区辖域，共计1市8县即衡阳市、辖衡阳市及衡阳县、常宁县、衡山县、耒阳县、攸县、茶陵县、安仁县与酃县。
- 1950年，衡阳市改为省辖市，专区辖8县；
- 1952年，衡阳县析置衡南县，专区辖9县；同年衡阳专区撤销，设立湘南行署。
- 1954年，撤销湘南行署，复置衡阳专区，专署驻衡阳市。辖原湘南行署所属衡阳县、衡南县、衡山县、江华县、永明县(1956年改称江永县)、道县、宁远县、常宁县、祁东县、祁阳县、零陵县、东安县共计12县，专署驻衡阳市。
- 1955年11月25日，撤销江华县，原江华县的大部和蓝山县的小部地区合并设置江华瑶族自治县，原江华县部分地区并入永明县。专区辖11县、1自治县。
- 1959年，省辖市——衡阳市改归衡阳专区；衡南县改归衡阳市管辖。专区辖1市、11县、1自治县。
- 1961年，衡南县改归衡阳专区；零陵县析置冷水滩市；专区辖2市、11县、1自治县。
- 1962年，撤销冷水滩市并入零陵县；零陵县、江永县、道县、宁远县、东安县及江华瑶族自治县划归零陵专区；衡阳专区辖1市、6县。
- 1963年，由衡山县析置南岳县；专区辖1市、7县。
- 1966年，撤销南岳县并入衡山县；衡山县析置衡东县；专区辖1市、7县。

## 衡阳地区
- 1970年，衡阳专区改称“衡阳地区”，地区驻衡阳市。辖衡阳市及衡南县、衡山县、衡东县、常宁县、祁阳县、祁东县、衡阳县共计1市、7县。
- 1980年2月20日，衡阳市升为省辖市（1983年改称地级市）；专区辖7县。

## 地市合并
1983年2月8日，“衡阳地区”撤销，直至撤销前衡阳地区辖7县。衡阳地区撤销之后，区划调整如下：
- 衡阳县、衡南县、衡山县、衡东县、常宁县和祁东县计6县划归衡阳市；
- 祁阳县划入零陵地区。